# Jevgeņijs Koļcovs
Jevgeņijs Koļcovs (ur. 9 czerwca 1994) – łotewski zapaśnik walczący w stylu klasycznym. Zajął 20. miejsce na  mistrzostwach Europy w 2019. Siedemnasty na igrzyskach europejskich w 2015. Srebrny medalista mistrzostw nordyckich w 2016 roku.